# Terra Deflorata
Terra Deflorata – album Czesława Niemena wydany w roku 1989 nakładem wydawnictwa Veriton. Muzyka i teksty do wszystkich utworów są autorstwa Niemena. W roku 1991 wydawnictwo Polton wydało edycję CD tego albumu, wzbogaconą o trzy utwory instrumentalne.

## Lista utworów

### Wydanie oryginalne 1989
Strona A
1. „Spojrzenie za siebie” – 7:14
2. „Klaustrofobia” – 5:36
3. „Status mojego ja” – 5:35

Strona B
1. „Zezowata bieda” – 4:44
2. „Terra Deflorata” – 6:50
3. „Unisono (Na pomieszane języki)” – 1:24
4. „Począwszy od Kaina” – 7:06

### Wydanie CD z 1991
1. „Pantheon” – 5:35
2. „Spojrzenie za siebie” – 7:16
3. „Klaustrofobia” – 5:34
4. „Status mojego ja” – 5:34
5. „Alter Ego” – 3:33
6. „Blue Community” – 7:43
7. „Zezowata bieda” – 4:45
8. „Terra Deflorata” – 6:54
9. „Unisono (Na pomieszane języki)” – 1:27
10. „Począwszy od Kaina” – 7:08